# Coast Guard Air Station Port Angeles
US Coast Guard Air Station Sector Field Office Port Angeles est situé à la fin de l'Ediz Hook, à Port Angeles.

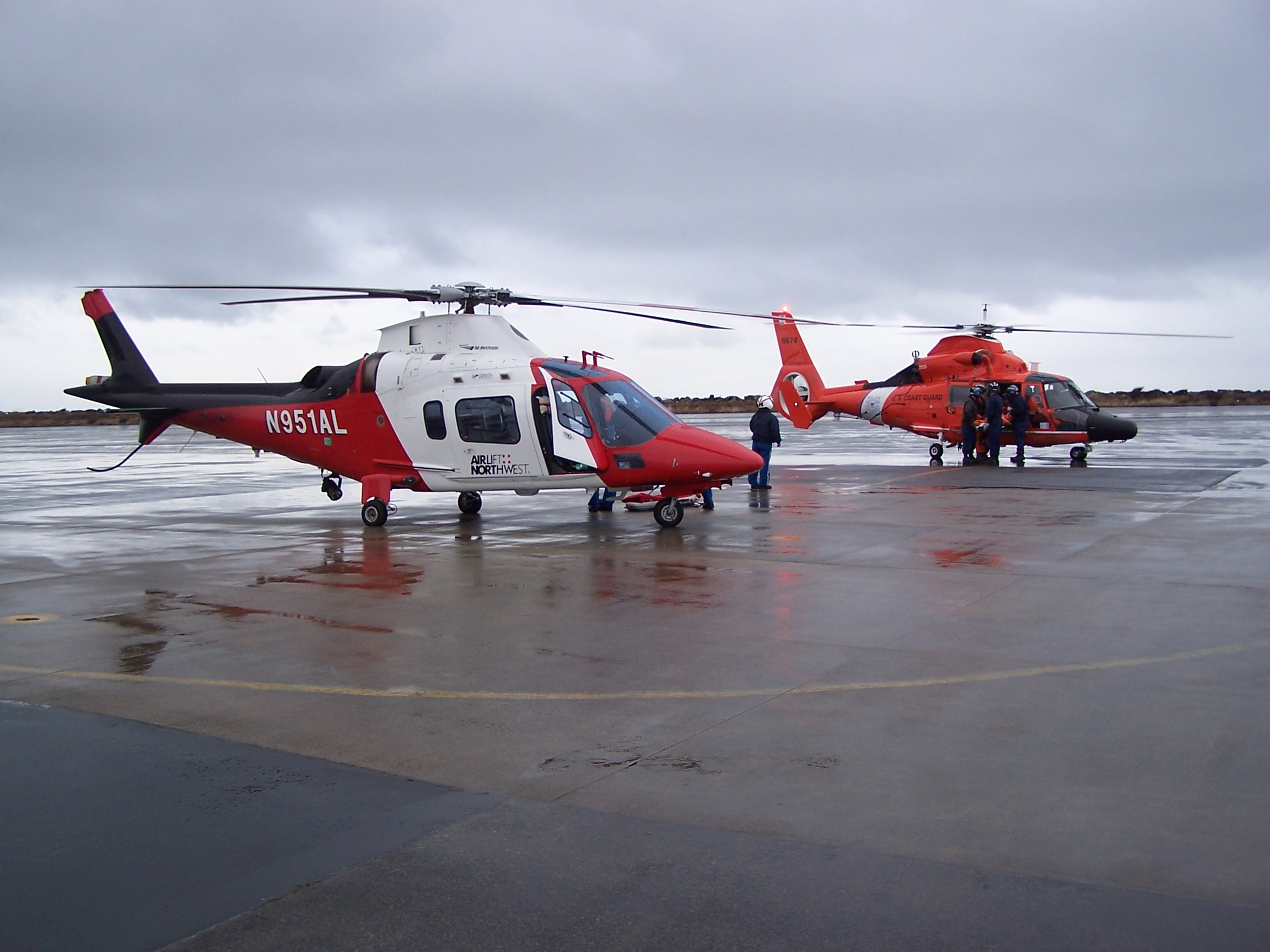
Un équipage Airlift Northwest reçoit un transfert de patient à la base aérienne de Port Angeles

## Historique
La présence des gardes-côtes à Port Angeles a débuté il y a 136 ans, le 1er août 1862, avec l'arrivée du Shubrick, le premier coupeur de recettes à avoir son port d'attache sur la péninsule d'Ediz Hook, une langue de sable s'étendant du nord et de l'est du continent dans le détroit de Juan de Fuca, qui a été déclarée réserve du phare fédéral par le président Lincoln en 1863. Le premier phare a été mis en service le er avril 1865. L'aéroport a été mis en service le 1er juin 1935, devenant le premier aérodrome permanent de la Garde côtière sur la côte du Pacifique. Son emplacement a été choisi pour sa position stratégique pour la défense côtière du nord-ouest. Le premier avion, un Douglas RD-4, est arrivé le 11 juin 1935 et a effectué le premier "mercy hop" en août 1935. Les patrouilleurs de 75 pieds étaient également stationnés dans la nouvelle unité.
Au cours de la Seconde Guerre mondiale, la base aérienne s’est agrandie pour inclure une école de tir au canon des forces de défense locales. Une courte piste a été ajoutée pour former les pilotes de la marine à l’atterrissage des avions. La base hébergeait également des unités indépendantes telles que le renseignement naval et était le quartier général du système de sauvetage air-mer de la zone frontalière maritime du nord-ouest. À la fin de 1944, la base aérienne comptait 29 avions.
En septembre 1944, la station devint officiellement le Groupe de la Garde côtière à Port Angeles, avec plusieurs sous-unités. Aujourd'hui, le groupe Port Angeles comprend la station aérienne, la station Bellingham, la station Neah Bay, la station Port Angeles, la station Quillayute River, USCGC Adelie, l'USCGC Blue Shark, l'USCGC Cuttyhunk, l'USCGC Osprey, l'USCGC Sea Lion, l'USCGC Swordfish, l'USCGC Terrapin et l'USCGC Wahoo.
En 1946, le premier hélicoptère, un Sikorsky HO3S-1G, est arrivé. Celui-ci fut remplacé en 1951 par l'hélicoptère Sikorsky HO4S. Le dernier aéronef à voilure fixe, l'Albatros Grumman HU-16E a été mis hors service en 1973. Depuis lors, la base aérienne a été réservée aux hélicoptères, à commencer par le Seaguard HH-52A, acquis pour la première fois en 1965. Le HH -52A a été remplacé en 1988 par le nouvel hélicoptère américain à double turbines Eurocopter HH-65A Dolphin. Au cours d’une année typique, les unités du Groupe Port Angeles effectuent plus de 400 missions de recherche et de sauvetage, sauvant 35 vies et aidant 500 personnes.

## Zone opérationnelle
L'Air Station Port Angeles est la plus ancienne base aérienne opérationnelle des garde-côtes américains, étant en activité depuis 1935. Aujourd'hui elle possède trois hélicoptères MH-65C Dolphin, qui opèrent à la station depuis 1984.
Sa zone d'opération générale est la partie centrale et orientale du détroit de Juan de Fuca, de Pillar Point au sud de l'île Whidbey. À seulement 29 kilomètres au nord se trouvent la Colombie-Britannique et la ville de Victoria.
Les principaux rôles de la station sont les suivants: recherche et sauvetage, application de la loi maritime, sécurité des voies navigables, navigation de plaisance, sécurité de la pêche et protection de l'environnement. La station travaille également en collaboration avec les agences de maintien de l'ordre fédérales et locales.